# Águas de Lindoia
Águas de Lindóia es un municipio del estado de São Paulo. Cubre un área de 60 km². Es uno de los 11 municipios paulistas considerados estancias hidrominerales por el Estado de São Paulo, por cumplir determinados requisitos definidos por Ley Estatal.

## Historia
Los troperos que viajaban hacia la meseta de Goiás pasando por Minas Gerais, fueron los mayores divulgadores de los poderes de las aguas de la región. Estos troperos se tardaban en el local porque ya sabían de las propiedades de las aguas curativas. 
Así comenzó, a través de esta gente simple, la divulgación del poder de las aguas. En 1915, el médico italiano Francisco Antonio Tozzi, de la comarca de Serra Negra, se cambió para Aguas de Lindoia e inició los estudios sobre las curas de enfermedades de piel y reumatismo. Turistas y científicos comenzaron a llegar a la región. Hoy, la infraestructura de la estancia es amplia y variada. 
Además de sus recursos termales, en el municipio también se encuentran talleres de tricot, empresas de embotellamiento de agua mineral y también la artesanía. 

## Geografía
La altitud media del municipio es de 945 metros, alcanzando su punto más alto en el Colina Pelado, a los 1.400 metros de altitud. Por estas características goza de un clima agradable, clasificado como transición entre subtropical y tropical de altitud.
En el censo del año 2000 su población era de 16.190 habitantes, predominantemente en el área urbana (apenas 727 personas en la zona rural).

### Hidrografía
- Río Moji-Guaçu

### Carreteras
- SP-360

## Demografía
| Población histórica del municipio | Población histórica del municipio | Población histórica del municipio | Población histórica del municipio |
| Año                               | Población                         |                                   | %±                                |
| --------------------------------- | --------------------------------- | --------------------------------- | --------------------------------- |
| 1960                              | 6329                              |                                   | —                                 |
| 1970                              | 6732                              |                                   | 6,4%                              |
| 1980                              | 9161                              |                                   | 36,1%                             |
| 1991                              | 11 966                            |                                   | 30,6%                             |
| 2000                              | 16 190                            |                                   | 35,3%                             |
| 2010                              | 17 266                            |                                   | 6,6%                              |
| 2022                              | 17 930                            |                                   | 3,8%                              |
| [ 7 ] [ 8 ] [ 9 ] [ 10 ]          |                                   |                                   |                                   |

## Administración
- Prefecto: Martinho Antonio Mariano (2009/2012)
- Viceprefecto: Antonio Nogueira
- Presidente de la cámara: Joel Raimundo de Sousa (2009/2010)

## Religión
El Cristianismo está presente en la ciudad de la siguiente manera:

### Iglesia Católica
La iglesia católica del municipio forma parte de la Diócesis de Amparo.

### Iglesia Protestante
En la ciudad están presentes las más diversas creencias evangélicas, principalmente pentecostales, incluidas las Asambleas de Dios de Brasil (la iglesia evangélica más grande del país), Congregación Cristiana, entre otras. Estas denominaciones están creciendo cada vez más en todo Brasil.